# 圣菲尔让代索尔姆
圣菲尔让德索尔姆（法語：Saint-Fulgent-des-Ormes，法語發音：[sɛ̃ fylʒɑ̃ de.z‿ɔʁm]）是法国奥恩省的一个市镇，属于莫尔塔涅欧佩什区。

## 地理
圣菲尔让德索尔姆（48°19'6"N, 0°26'49"E）面积8.32 平方千米，位于法国诺曼底大区奧恩省，该省份为法国西北部内陆省份，北起顺时针与卡爾瓦多斯省、厄尔省、厄尔-卢瓦省、萨尔特省、马耶讷省和芒什省接壤。
与圣菲尔让德索尔姆接壤的市镇（或旧市镇、城区）包括：舍米伊、圣皮埃尔德索尔姆、伊热、奥里尼勒鲁、沃努瓦斯、圣科姆昂韦赖。
圣菲尔让德索尔姆的时区为UTC+01:00、UTC+02:00（夏令时）。

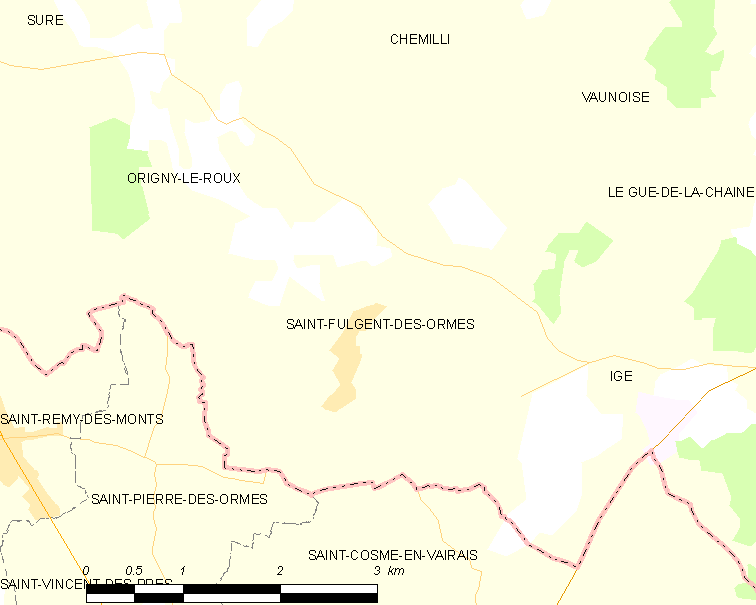
圣菲尔让德索尔姆的OSM定位图

## 行政
圣菲尔让德索尔姆的邮政编码为61130，INSEE市镇编码为61388。

## 政治
圣菲尔让德索尔姆所属的省级选区为瑟通县。

## 人口

1962-2008年间圣菲尔让德索尔姆人口变化图示

圣菲尔让德索尔姆于2022年1月1日时的人口数量为174人。